# Anastasija og Marija Tolmatjevy
Anastasija og Marija Tolmatjevy (russisk: Анастасия Андреевна и Мария Андреевна Толмачевы tr. Anastasija i Marija Andrejevna Tomatjevy ; født 14. januar 1997) er tvillingesøstre og barnestjerner fra Kursk, Rusland, der sammen går under navnet The Tolmachevy Twins, Tolmatjevy-tvillingerne, eller The Tolmachevy Sisters I 2006 vandt de det internationale Junior Eurovision Song Contest med sangen "Vesennij jazz". De fik senere en syvendeplads for Rusland ved Eurovision Song Contest 2014 med nummeret "Shine".

## Biografi
Anastasija og Marija Tolmatjevy deltog den 20. juni 2006 blandt 20 andre deltagere i den russiske forhåndsudvælgelse til Junior Eurovision Song Contest 2006. Her vandt de med nummeret "Vesennij jazz" (Forårsjazz, russisk: Весенний Джаз), og dermed retten til at repræsentere Rusland ved den internationale finale i Junior Eurovision 2006 i Bukarest. Duoen vandt finalen med 154 point (andenpladsen gik til Hviderusland med 129 point).
Tolmatjevy-søstrene optrådte i åbningsnummeret ved den første semifinale i Eurovision Song Contest 2009. Fem år senere blev de udvalgt til at repræsentere Rusland ved Eurovision Song Contest 2014 i København, Danmark. Den 17. marts blev det offentliggjort, at de skulle fremføre sangen "Shine", med musik af Philipp Kirkorov og Dimitris Kontopoulos, samt tekst af John Ballard, Ralph Charlie og Gerard James Borg. Sangen kvalificerede sig videre fra den første semifinale den 6. maj 2014 og opnåede efterfølgende en syvendeplads ved finalen den 10. maj.